# Roșu (Iezer Păpușa)
Roșu (2469 m n. m.) je hora v pohoří Iezer Păpușa ve středním Rumunsku. Nachází se na území župy Argeș asi 23 km severozápadně od města Câmpulung a 53 km jihozápadně od města Brašov. Odbočuje zde spojovací hřeben s pohořím Fagaraš. Vrchol je místem dalekého rozhledu. Roșu je nejvyšší horou celého pohoří.
Na vrchol lze vystoupit po značených turistických cestách z několika směrů, například od chaty Voina (950 m n. m.).